# Terrence Parker
Pour l’article ayant un titre homophone, voir Terence Parker.
Terrence Parker est un producteur et DJ américain de deep et garage house, fondateur du label Intangible Records and Soundworks.

## Biographie
Parker a une longue carrière de DJ et célèbre en 2010 son 30e anniversaire musical. Il se produit en tant que DJ dans des centaines de villes à travers le monde, qu'il s'agisse de boîtes de nuit (petites ou grandes) ou de festivals de musique réunissant plus de 100 000 personnes. Depuis 1988, Parker a publié plus de 100 enregistrements sur différents labels, et ses chansons Love's Got Me High et The Question, ainsi que des albums tels que Detroit After Dark, ont été classés dans le top 20 au Royaume-Uni, aux Pays-Bas, en Allemagne et en France. Il est surnommé « The Telephone man » parce qu'il utilise un combiné téléphonique comme casque audio.

## Discographie

### Albums studio
- 1996 : Tragedies of a Plastic Soul Junkie[4]
- 1997 : Detroit After Dark[5]
- 1997 : No Weapons Formed Against Me Shall Prosper (sous Seven Grand Housing Authority)[6]
- 2014 : GOD Loves Detroit [7]
- 2017 : Life on the Back 9[8]

### Singles et EP
- 1993 : Madd Phlavor - Make It Better (KMS)
- 1993 : Jovan Blade - Shante (Serious Grooves)
- 1993 : The Lost Articles - Get Some (Trance Fusion)
- 1993 : The Lost Articles - The Soundworks (Serious Grooves)
- 1993 : Minimum Wage Brothers - The Broke as Hell EP (Intangible Records and Soundworks)
- 1993 : Plastic Soul Junkies - You Took My Love (Serious Grooves)
- 1993 : Polartronics - The Deep (Trance Fusion)
- 1993 : Prolific - Stay With Me Forever (Intangible Records and Soundworks)
- 1994 : The Disciples of Jovan Blade - Blow Ya Whistle (ZYX Music)
- 1994 : Tia's Daddy - The Diaper Bag EP (Intangible Records and Soundworks)
- 1996 : Lake Mead Drive - Alone With U (Intangible Records and Soundworks)
- 1997 : Minimum Wage Brothers - When 2 Agree (Intangible Records and Soundworks)